# Тимокско-лужницкий диалект

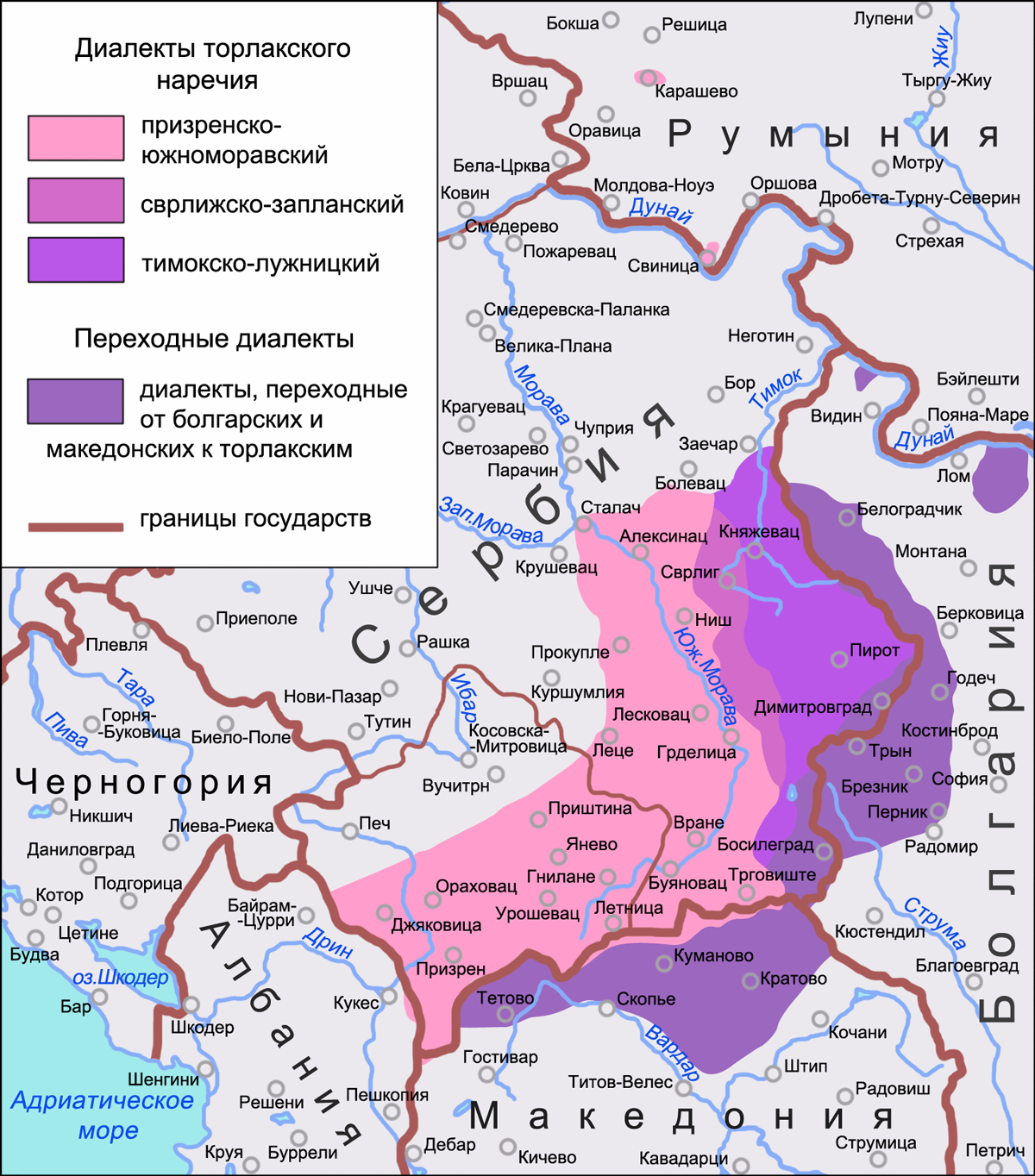
Тимокско-лужницкий диалект на карте торлакского наречия

Тимокско-лужницкий диале́кт (также восточноторлакский диалект, тимокско-лужницкая группа говоров, восточноторлакская группа говоров; серб. тимочко-лужнички дијалекат, timočko-lužnički dijalekat; болг. тимокско-лужнишки говор) — один из трёх диалектов торлакского наречия наряду с призренско-южноморавским и сврлижско-запланским. Распространён в юго-восточной Сербии на границе сербского (западного южнославянского) и болгарского (восточного южнославянского) языковых ареалов. В его составе выделяют тимокские и лужницкие говоры.
К носителям тимокско-лужницкого диалекта относят преимущественно сербское население приграничных сербско-болгарских районов.
Одними из наиболее ярких особенностей тимокско-лужницкого диалекта являются наличие аффрикат č, dž на месте праславянских сочетаний *tj и *dj и слогового сонанта l̥ (наряду с lə или u) на месте *l̥. В сравнении с другими диалектами торлакского наречия в тимокско-лужницком наиболее последовательно реализуются черты, сближающие его с языками балканского языкового союза (прежде всего с болгарским и македонским).

## Вопросы классификации
Ранее тимокско-лужницкий диалектный ареал включался (как диалект или как группа говоров) в староштокавскую призренско-тимокскую диалектную группу. В настоящее время призренско-тимокский диалект всё чаще рассматривают как самостоятельное торлакское наречие сербскохорватского языкового континуума (и, соответственно, как часть этого наречия рассматривают тимокско-лужницкие говоры).
Говоры тимокско-лужницкого диалекта обнаруживают значительное сходство с говорами западной Болгарии — трынскими, брезникскими и белоградчикскими, которые в болгарской диалектологии выделяют как переходные говоры или включают в западноболгарский диалектный ареал.
Тимокско-лужницкий диалект вместе со сврлижско-запланским относится к собственно торлакским диалектам. Тимокско-лужницкий также называют восточноторлакским диалектом, а сврлижско-запланский — западноторлакским. Призренско-южноморавский диалект, не входящий в группу собственно торлакских диалектов, рассматривается как переходный от торлакских к штокавским.
По наличию согласной на месте слоговой *l̥ в составе тимокско-лужницкого диалекта выделяются тимокские и лужницкие говоры:
| говоры    |                                                         |                     |
| говоры    | ареал                                                   | отличительные черты |
| --------- | ------------------------------------------------------- | ------------------- |
| тимокские | Тимок, Заглавак, Буджак, Понишавле, Висок, Бела-Паланка | l̥                   |
| лужницкие | Лужница (Бабушница), Црна Трава, Крива Фея              | l̥, lə, u            |

Наиболее архаичными, вероятно, являются тимокские говоры, сохранившие оба слогообразующих сонанта и архаичную систему артиклей.
По мнению болгарских диалектологов, тимокские говоры на территории общины Пирот ничем не отличаются от соседних болгарских царибродских (димитровградских) говоров. Им присущи такие черты, как əl на месте *l̥ и r̥ / ər / rə на месте *r̥; наличие одного артикля; формы имперфекта с расширением -е-, в целом нехарактерные для тимокских говоров.

## Область распространения

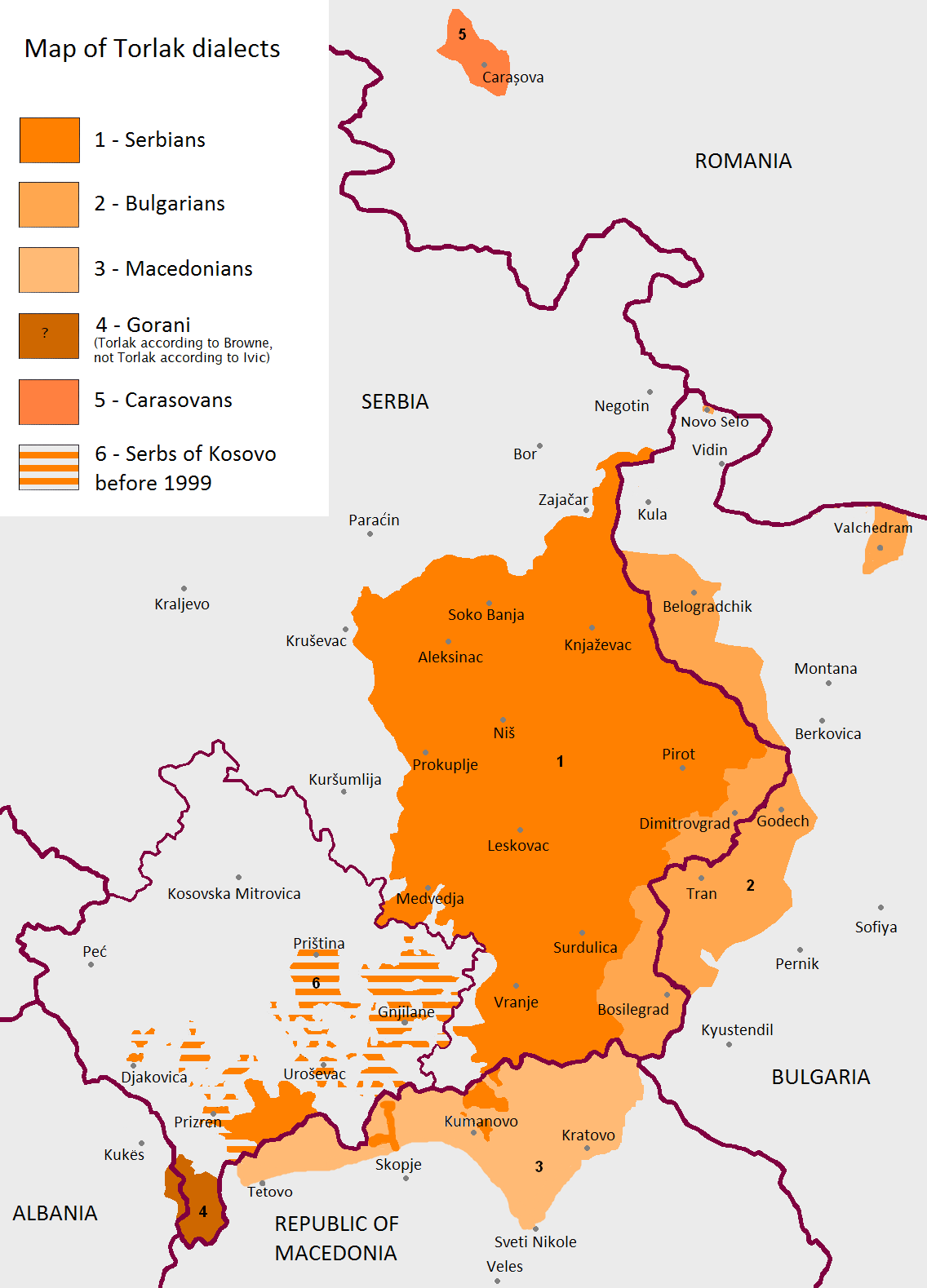
Народы и этнические группы в ареале торлакского наречия

Говоры тимокско-лужницкого диалекта распространены на территории юго-восточной Сербии. По современному административно-территориальному делению Сербии ареал тимокско-лужницких говоров размещён в основном в пределах Пиротского округа и в пределах восточных и юго-восточных районов Заечарского округа, а также в крайне восточных районах Нишавского, Ябланичского и Пчиньского округов.
На западе ареал тимокско-лужницкого диалекта граничит со сврлижско-запланским ареалом, на севере и юго-западе — с ареалом призренско-южноморавского диалекта. Вопрос границы на востоке и юго-востоке связан с вопросом разграничения сербского и болгарского языковых ареалов. Установить данную границу по лингвистическому критерию достаточно сложно: с одной стороны сербско-болгарские пограничные говоры характеризуются древними сербскохорватскими чертами (наличие u на месте праславянского *ǫ, окончания всех форм склонения и спряжения и т. д.), с другой стороны — им присущи болгарские языковые черты типологического характера, определяющие вид и систему этих говоров.
Поэтому нередко при установлении границы между диалектами (и, соответственно, между языками) опираются на сербско-болгарскую этническую (и этнолингвистическую) границу. Эта граница определяется по правилу Стойкова-Ивича: «Носители переходных диалектов, проживающие на территории Болгарии в границах до 1918 г., являются болгарами, в то время как проживающие на территории Югославии — сербами». В связи с тем, что по договору в Нёйи 1919 года Болгария уступила часть своей территории Югославии, на территории последней оказалось болгарское этническое меньшинство (признанное югославскими властями), сохраняющее болгарское самосознание до настоящего времени (основная часть болгарского населения юго-восточной Сербии сосредоточена в общинах Димитровград и Босилеград). Исходя из этого граница между сербским и болгарским языками проходит как по сербско-болгарской государственной границе, так и по территории юго-восточной Сербии, а районы с носителями говоров, сохраняющими болгарское самосознание, включены в ареал так называемых сербско-болгарских говоров переходного типа, с которыми и граничит на востоке тимокско-лужницкий диалект. Тем не менее, с лингвистической точки зрения такая граница в значительной степени условна, так как тимокско-лужницкие и сербско-болгарские переходные говоры связывает внутреннее единство, их своеобразные черты выделяют их как среди остальных торлакских, так и среди западноболгарских говоров.

## Особенности диалекта
Тимокско-лужницкие говоры характеризуются многими диалектными чертами, общими для всего торлакского наречия, кроме того, для них присущи и местные специфические особенности. К основным таким диалектным особенностям тимокско-лужницкого ареала относят:
- наличие аффрикат č, dž (ǯ) на месте праславянских сочетаний *tj и *dj (в сербскохорватском — ć, đ (ʒ́); в болгарском — št, žd; в македонском — kj, gj);
- наличие гласной u на месте праславянской *ǫ (в болгарском — ъ; в македонском — а);
- гласная e на месте праславянской носовой *ę;
- совпадение редуцированных *ъ / *ь в сильной позиции в гласном ъ;
- сохранение слогового l̥ или его переход в lə или u; данная черта является дифференцирующим признаком, по которому выделяются тимокские и лужницкие говоры;
- полная утрата согласной h;
- сохранение оппозиции l / l̥ и n / ń в конце слова и перед гласными переднего ряда;
- палатализация заднеязычных k и g перед гласными переднего ряда и после j, l̥ и ń;
- окончание -e существительных женского рода множественного числа с основой на -а в форме именительного падежа (žene);
- архаическое окончание существительных множественного числа в форме именительного падежа (gosje, sinove);
- наличие постпозитивного определённого артикля и т. д.